# Kalevi Laitinen
Kalevi Johannes Laitinen (* 19. Mai 1918 in Kotka; † 6. Januar 1997 ebenda) war ein finnischer Turner und Olympiasieger.
Laitinen nahm sowohl bei den Olympischen Sommerspielen 1948 in London als auch bei denen 1952 in Helsinki an allen acht Turnwettbewerben teil. 1948 konnte er dabei mit der Mannschaft im Mehrkampf die Goldmedaille erringen, 1952 erhielt er in der gleichen Disziplin eine Bronzemedaille.